# 정일웅
정일웅(Jung, Il-Ung, 鄭一雄, 1945년 3월 17일 - )은 대한민국의 신학자이며 목회자이다. 총신대학교의 4대 총장을 역임하였으며 요한 아모스 코메니우스 연구에서 최고의 권위자로 평가받고 있으며, 한국 코메니우스 연구소를 창립하고 현재 소장으로 있다. 호는 은명(隱溟)이다. 그의 스승은 신학자 헤닝 슈뢰어이다. 그는 루터의 이신칭의와 바울에 대한 새 관점를 좀더 잘 보완할수 있는 방식으로 코메니우스의 관점 사랑, 믿음, 소망이라는 개념을 연구하였다. 

## 약력
- 총신대학교 졸업
- 총신대학교 신학대학원 졸업
- 독일 본 대학교 신학대학 졸업
- 독일 본 대학교 신학대학원 졸업(Dr.Theol.)

## 경력
- 한국개혁신학회 회장
- 총신대학교 부총장, 대학원장 역임
- 총신대학교 신학대학원 실천신학교수
- 총신대학교 총장
- 복음주의신학대학총장협의회 회장
- 한국 코메니우스 연구소 소장

## 저서
- 종교개혁시대의 기독교신앙의 가르침
- 교육목회학
- 한국교회와 신천신학
- 개혁교회의 예배와 예전학
- 교회교육학 외 다수

## 역서
- 코메니우스의 범교육학
- 대교수학 외 다수

## 같이 보기
- 요한 아모스 코메니우스
- 헤닝 슈뢰어
- 한국개혁신학회
- 한국복음주의조직신학회
- 요한칼빈탄생500주년기념사업회
- 한국의 신학자 목록
- 개혁신학자
- 총신대학교

## 참고 문헌
- 한국교회와 실천지향의 신학, 2013: 킹덤북스